# Christian Kouamé
Christian Michael Kouamé Kouakou (ur. 6 grudnia 1997 w Abidżanie) – iworyjski piłkarz występujący na pozycji napastnika, reprezentant Wybrzeża Kości Słoniowej. Wychowanek Prato, w trakcie swojej kariery grał także w takich zespołach, jak Inter Mediolan, Cittadella, Genoa oraz Fiorentina.